# Anthrax lacera
Anthrax lacera är en tvåvingeart som först beskrevs av Christian Rudolph Wilhelm Wiedemann 1830.  Anthrax lacera ingår i släktet Anthrax och familjen svävflugor. Inga underarter finns listade i Catalogue of Life.